# Административное деление СССР на 1 апреля 1963 года

## СССР.1 апреля1963 года
СССР делился на республики
- общее число республик — 15. Республики делились на края, области, автономные округа
- общее число автономных республик (АССР) — 20
- общее число краёв — 9
- общее число областей — 104
- общее число автономных областей — 8
- общее число национальных округов — 10

Области и края делились на районы
- общее число районов сельских — 1711 (-122)
- общее число районов промышленных — 122 (+122)
- общее число городов — 1763, пгт — 3255, районов в городах — 384
- общее число сельсоветов — 39 898
- столица СССР — город Москва
- список республик (центр; кол-во краёв и областей/сельских и пром. р-нов/ городов обл.подч.):

1. Азербайджанская ССР (Баку; 0/38/13)
2. Армянская ССР (Ереван; 0/26/10)
3. Белорусская ССР (Минск; 6/77/32)
4. Грузинская ССР (Тбилиси; 0/38/22)
5. Казахская ССР (Алма-Ата; 18/127/44)
6. Киргизская ССР (Фрунзе; 1/21/13)
7. Латвийская ССР (Рига; 0/21/7)
8. Литовская ССР (Вильнюс; 0/41/8)
9. Молдавская ССР (Кишинёв; 0/18/8)
10. Российская СФСР (Москва; 55/1049/522)
11. Таджикская ССР (Душанбе; 0/25/11)
12. Туркменская ССР (Ашхабад; 0/21/7)
13. Узбекская ССР (Ташкент; 8/64/29)
14. Украинская ССР (Киев; 25/252/159)
15. Эстонская ССР (Таллин; 0/14/6)